# Józef Kohut
Pour les articles homonymes, voir Kohut.
Józef Kohut (né le 16 décembre 1922 à Cracovie en Pologne et mort le 3 janvier 1970 dans la même ville) était un joueur de football polonais, qui évoluait au poste d'attaquant.